# Орган (анатомія)
О́рган (від дав.-гр. ὄργανον — знаряддя, інструмент) — частина тіла певної форми, що складається з однакових груп тканин і виконує певні функції.
Орган є морфологічно оформленою і функціонально спеціалізованою частиною організму. До складу органа завжди входить кілька тканин, які утворюють складну структуру, що має певну функцію.

## Будова органів
Усі сформовані і нормально розвинені органи хребетних тварин і людини побудовані за єдиним планом. Вони складаються з опорної тканини — строми, яка, як правило, представлена кількома різновидами сполучної тканини, та паренхіми, що виконує основну функцію органа. Таким чином, строма та паренхіма — це дві групи тканин, об'єднаних для виконання певних функцій. Зовні орган обов'язково вкритий оболонкою різної будови.

## Види органів
Розрізняють органи постійні і тимчасові, прогресивні та регресивні.
- Постійними, або дефінітивними, називають органи, які, виникнувши в процесі онтогенезу, функціонують до кінця життя індивіда (мозок, печінка, підшлункова залоза та ін.).
- Під тимчасовими, або провізорними, органами розуміють органи, які з'являються в організмі на нетривалий час, а потім зникають (амніон, хоріон, плацента, загрудинна залоза та ін.).
- Прогресивними називають органи, які відсутні або менш розвинені у нижчих споріднених форм тварин, а в процесі еволюційного розвитку стають досконалішими та більш спеціалізованими (м'язи лиця та кисті, великий мозок та ін.).
- Поняття про регресивні органи ще не з'ясовано остаточно, але вважають, що це органи, які в процесі еволюції поступово редукуються і зникають (зяброві дуги, червоподібний відросток, зуби мудрості та деякі інші).

Сукупність органів одного походження, які мають спільні риси будови, пов'язані анатомічно і топографічно, а також виконують однакову функцію, називають системою органів.

## Органи рослин
У рослин виділяють вегетативні органи, що виконують основні функції (фотосинтез, транспірація, ріст та ін.) — корінь, пагін (що в свою чергу складається з стебла та листка); та генеративні органи, основною функцією яких є розмноження — квітка (або суцвіття), плід.